# San Michele (Morfasso)
San Michele è una frazione del comune italiano di Morfasso, in provincia di Piacenza. La frazione dista 40 km da Piacenza, 35 da Fiorenzuola d'Arda, 11 dal capoluogo comunale e 5 da Velleia.
San Michele, precisamente la località Oddi, è il luogo d'origine del cardinale Silvio Oddi.

## Geografia fisica
San Michele è situato sull'Appennino ligure, in alta val Chero, a 680 m s.l.m., ai piedi del monte Cornetto - una delle cime del gruppo del monte Moria, la più elevata delle quali è la Croce dei Segni, alta 1072 m s.l.m. - e si sviluppa da sud a nord tra il rio San Michele ed il rio Lubietto.
Dalla frazione è possibile raggiungere il parco provinciale Monte Moria, area di salvaguardia naturalistica che si estende per circa 1000 ettari tra i comuni di Morfasso e Lugagnano Val d'Arda gestita da un consorzio e coperta per tre quarti da boschi di castagni, ginestre, faggi, carpini, nocciole e abeti. Il parco è diventato famoso anche per essere stato il set di riprese del telefilm La freccia nera.

## Storia
Nei secoli passati è stato anche nominato come San Michele val Tolla.
A partire dal settecento, la zona comincia a conoscere il fenomeno dell'emigrazione, il massimo sviluppo demografico viene toccato nella seconda metà dell'ottocento; nel 1868 gli abitanti di San Michele e delle limitrofe località afferenti alla locale parrocchia sono 854, mentre risultano 163 sammichelesi emigrati all'estero. Nel 1908 la popolazione della zona si è ridotta a 612 persone. Secondo i dati del censimento del 2001, la popolazione residente della sola frazione di San Michele in quell'anno è di 66 abitanti.
Inizialmente frazione del comune di Lugagnano, la zona di San Michele, a seguita di una richiesta pervenuta dalla maggioranza della popolazione residente, viene aggregata al comune di Morfasso il 1º maggio 1870 con il regio decreto 5581 del 7 marzo 1870 firmato dal re Vittorio Emanuele II. In seguito all'aggregazione di San Michele a Morfasso sorge una questione tra i comuni di Morfasso e Lugagnano riguardo alla correttezza o meno dell'annessione al comune di Morfasso di alcune porzioni di terreno appartenenti a Macinesso, frazione di Lugagnano e che prosegue per circa 4 anni. Nel 1921 San Michele, insieme a Carignone, anch'essa frazione morfassina e Velleia, frazione di Lugagnano, chiede la separazione dal comune di Morfasso e l'annessione al comune di Gropparello, tuttavia il progetto non viene concretizzato.
Nel XXI secolo San Michele diventa meta di villeggiatura estiva, con la presenza di un campeggio e della locale pro loco che contribuisce all'organizzazione degli eventi nella frazione. Per agevolare la ricettività turistica, l'amministrazione comunale di Morfasso riqualifica urbanisticamente il centro abitato conferendogli alcune caratteristiche di originalità, come il selciato per le vie del paese e la nuova illuminazione con lampioni d'epoca.

## Monumenti e luoghi d'interesse
- Chiesa di san Michele Arcangelo: edificata tra la fine del XIX e l'inizio del XX secolo e consacrata nel 1908 sui resti di una preesistente oratorio medievale tributario della chiesa di Macinesso, andato distrutta a causa di una frana, di cui sono stati ritrovati alcuni resti alla base dell'edificio e del campanile, presenta un'unica navata e 4 cappelle laterali[8]. La torre campanaria, risalente agli anni tra il 1205 ed il 1207 era, in origine, alta 11 m, poi diventati 25 in seguito a lavori effettuati nel 1902[5].

## Geografia antropica
Nelle vicinanze di San Michele si trovano le località di Bellini, Chiavarini, Malvisi, Oddi, Rigolli, Chignoli, e Ca' delle Donne.

## Infrastrutture e trasporti
San Michele è attraversato dalla strada provinciale 14 della val Chero che, partendo da Carpaneto Piacentino risale la val Chero fino al passo dei Guselli, mettendola in comunicazione con la val d'Arda.
La frazione è servita dalle linee autobus extraurbane E42 San Michele-Carpaneto-Cadeo-Piacenza ed E49 San Michele-Lugagnano Val d'Arda-Fiorenzuola d'Arda, entrambe operate da Seta.